# Magnetkupplung
Der Begriff der Magnetkupplung dient als Oberbegriff für eine Reihe von Kupplungsarten, deren Funktion auf der Wirkung eines Magnetfeldes beruht. Zu diesen Kupplungsarten gehören unter anderem die Elektromagnetkupplung, die Magnetpulverkupplung, magnetorheologische Fluid-Kupplung und die berührungslose Magnetkupplung.

## Elektromagnetkupplung

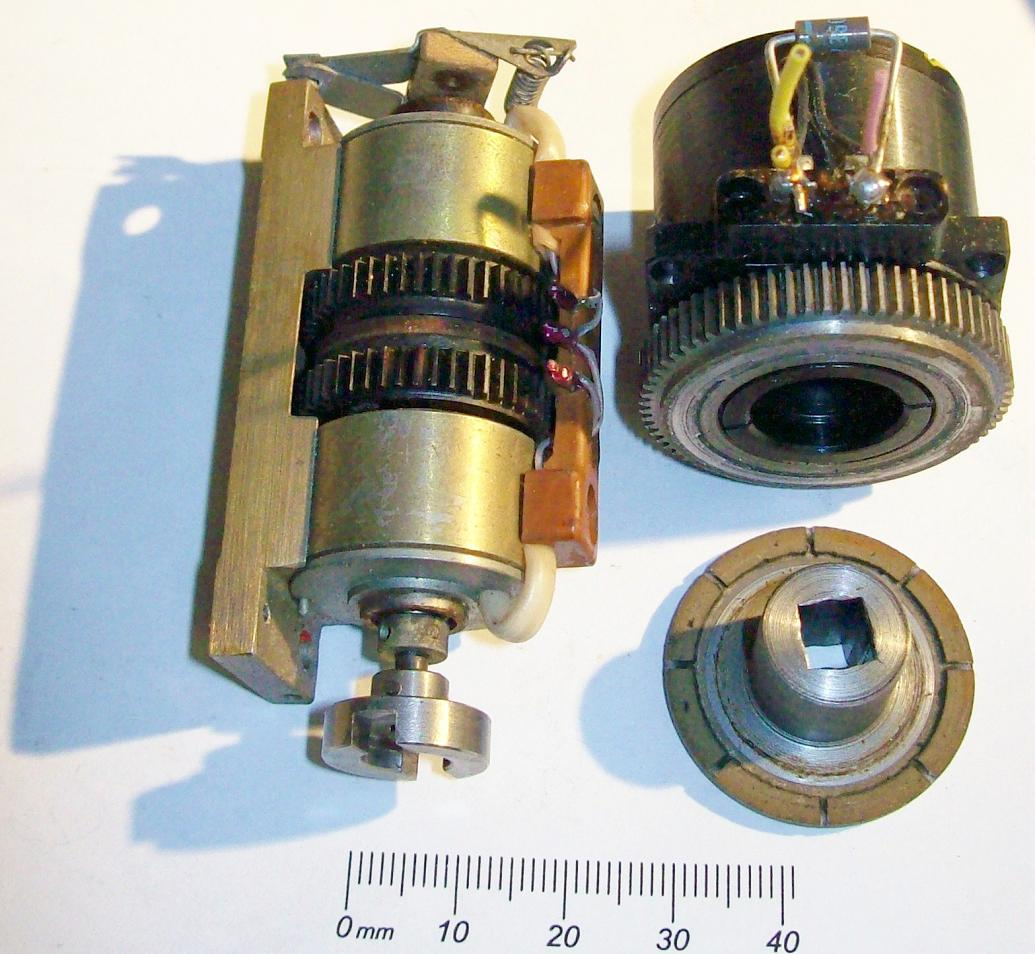
Magnetkupplungen; links mit zwei unabhängig steuerbaren Abtrieben (Stirnräder); rechts zerlegt, sodass der Kupplungsbelag sichtbar ist

Eine elektromagnetische Kupplung ist eine elektrisch fernschaltbare, kraft- oder formschlüssige Kupplung. 
Die umgangssprachlich  auch als Magnetkupplung bezeichnete Form  ähnelt im Grundaufbau einer Einscheibentrockenkupplung. Die Antriebsseite ist mit einem Elektromagneten bestückt, der sich meist nicht mitdreht, indem dessen Magnetfeld die sich drehenden Kupplungs-Partner über einen Luftspalt erreicht. In Abhängigkeit  von der angelegten elektrischen Spannung wirkt ein unterschiedlich starkes Magnetfeld auf die verschiebbar gelagerte Druckplatte der getriebenen Seite. Die Kupplungsscheibe wird eingeklemmt oder ist axial beweglich und wird gegen einen feststehenden Teil gedrückt und überträgt so die Drehbewegung.
Die Kupplungsscheiben können auch gezahnt sein.
Magnetkupplungen lassen sich einfach (fern-)steuern. In Kraftfahrzeugen wird sie häufig zum Schalten von Kompressoren und Pumpen verbaut. Beim Anlasser dient dessen axial verschiebbar gelagerter Anker als bewegliches Element. Er wird durch das Erregerfeld in den Stator hineingezogen und das Ritzel greift in das außen gezahnte Schwungrad des Verbrennungsmotors.
Magnetkupplungen dienten im Maschinen- und Gerätebau zum Zu- und Abschalten von Antrieben sowie zur Drehrichtungsumkehr.

## Magnetpulverkupplung
Die Magnetpulverkupplung ist eine reibschlüssige Kupplung. Im Spalt zwischen der Antriebsdruckplatte und der Abtriebsdruckplatte befindet sich ein Metallpulver oder Metallgel. Der in einer Druckplatte untergebrachte Elektromagnet magnetisiert die Metallteilchen und versteift sie. Dadurch wird eine kraftschlüssige Verbindung erreicht. Durch Ändern der angelegten Spannung wird eine feste Verbindung oder Schlupf erzeugt. Ohne Strom werden keine Kräfte übertragen, weil die Metallteilchen sich durch die Fliehkraft an die Antriebsdruckplatte legen. Die Magnetpulverkupplung kann als Anfahrkupplung eingesetzt werden, dabei muss aber eine Ableitung der Wärme aus dem Schlupfbetrieb gewährleistet werden. Nach dem gleichen Prinzip funktioniert die Magnetpulverbremse.

## Magnetorheologische Fluid-Kupplung
Eine magnetorheologische Fluid-Kupplung, kurz MRF-Kupplung, ist im Prinzip wie eine Magnetpulverkupplung aufgebaut. Statt des verwendeten Metallpulvers wird jedoch eine magnetorheologische Flüssigkeit verwendet. Diese verändert unter Einfluss eines Magnetfeldes ihre Konsistenz von flüssig über gelförmig zu fest. Der Vorteil einer MRF-Kupplung gegenüber einer Metallpulverkupplung ist die bessere Abdichtung des Übertragungsmediums nach außen, eine geringere innere Reibung im getrennten Zustand (weniger Wärme, kleiner Verschleiß) sowie eine bessere Wärmeableitung, welches einen längeren oder häufigen Betrieb im Schlupfzustand erlaubt. Magnetorheologische Kupplungen können in Scheiben-, Glocken- und weiteren Formen hergestellt werden.

## Berührungslose Magnetkupplung
Ihre verschiedenen Typen werden unter anderem eingesetzt, um Kraftübertragung durch Wandungen (z. B. hermetisch geschlossene Behälter) hindurch zu erreichen. Sie können mit Dauermagneten oder Elektromagneten arbeiten. Ein Beispiel ist die Soll-Temperaturverstellung an Kontaktthermometern.
Magnetkupplungen mit beidseitigen Dauermagneten finden ein breites Anwendungsgebiet in Magnetkupplungspumpen. Sie stellen eine Variante der Kreisel- oder Verdrängerpumpe bezüglich des Dichtsystems dar. Durch die berührungslose, magnetische Kraftübertragung wird das Pumpengehäuse nicht durch eine Antriebswelle unterbrochen. Hauptanwendungsgebiet ist die Förderung giftiger, geruchsintensiver oder gefährlicher Fluide, z. B. in der Chemie und Petrochemie.
Neben rotatorischen existieren auch lineare Varianten, z. B. für hermetisch dichte Pneumatik-Arbeitszylinder oder für die berührungslose Krafttransmission in Magnetschwebewaagen.
Die antreibende Seite einer berührungslosen Magnetkupplung kann auch das Drehfeld des Stators eines Elektromotors sein. In diesem Fall spricht man von Spaltrohrmotoren. Beispiele sind Magnetrührer, Heizungs-Umwälzpumpen, Aquariumpumpen, Wasserzähler sowie die Antriebe der Drehanoden von Röntgenröhren.
In älteren Fahrzeug-Tachometern wurde mittels eines an der Tachowelle angebrachten Dauermagneten eine mit einer Rückholfeder versehene Aluminiumscheibe durch Induktion eines Wirbelstroms bewegt.

## Hysteresekupplung
Arbeitsweise: Zwei segmentweise permanenterregte Ringmagnete (äußere Scheiben) umschließen eine (mittlere) Hysteresescheibe. Stehen sich gleiche Pole gegenüber, wirkt ein maximales Magnetfeld auf die Hysteresescheibe. Dies bewirkt einen Kraftlinienfluss in Umfangsrichtung innerhalb der Hysteresescheibe, wodurch das maximale Drehmoment erzeugt wird. 
Stehen sich ungleiche Pole gegenüber, wirkt das geringste Magnetfeld auf die Hysteresescheibe und der Kraftlinienfluss verläuft direkt durch sie hindurch. Dies bewirkt das minimale Drehmoment. Durch Veränderung  des Winkels der Poleüberlagerung ist das Drehmoment stufenlos einstellbar, und, da es keine sich berührenden 
Flächen gibt, bleibt die Einstellung unbegrenzt erhalten. 
Vorteile von Hysteresebremsenkupplungen: 
- kein Losbrechmoment tritt auf
- geräuschlose Arbeitsweise
- kein Verschleiß, da die Kraftübertragung nicht auf Reibung basiert